# Brygady strzelców Armii Ukraińskiej Republiki Ludowej
Brygady strzelców Armii Ukraińskiej Republiki Ludowej – oddziały piechoty Armii Czynnej Ukraińskiej Republiki Ludowej; organizacja jednostki.

## Struktura organizacyjna
Organizacja brygady strzelców na podstawie rozkazu GWW nr 97 z 25 lutego 1920
Dowódca brygady strzelców
Sztab brygady
- sekcja operacyjna
- sekcja wywiadu i kontrwywiadu
- sekcja inspektorska
- sekcja łączności
  - samodzielna sekcja techniczna
    - drużyna łączności
    - drużyna nieliniowa
    - półsotnia inżynieryjna
      - czota inżynieryjna (2)

    - pluton łączności
      - czota telefoniczna
      - czota samochodowa
- komendantura
  - drużyna nieliniowa
  - sotnia piechoty warty polowej
- referent do spraw intendentury
- referent do spraw artyleryjskich
- referent do spraw technicznych
- samodzielna sotnia konna

Kureń strzelców (3)
- dowództwo kurenia
- sztab kurenia
  - sekcja operacyjno-administracyjna
  - sekcja inspektorska
  - sekcja zaopatrzenia
    - drużyna gospodarcza

  - sekcja sanitarna
  - sekcja cerkiewna
  - komendant
    - drużyna komendancka
- półsotnia konna
  - czota konna (2)
- sotnia techniczna
  - półsotnia saperów
    - czota saperów (2)

  - półsotnia łączności
    - czota telefoniczna
    - czota konna
- sotnia strzelców (3)
  - czota strzelców (3)
  - czota grenadierów
  - czota karabinów maszynowych
- sotnia karabinów maszynowych
  - czota karabinów maszynowych (4)
- sotnia pieszych zwiadowców
  - czota piechoty (2)

Pułk artylerii lekkiej
- dowództwo pułku
- sztab pułku
  - sekcja administracyjna
  - sekcja łączności
  - sekcja gospodarcza
  - sekcja sanitarna
  - sekcja weterynaryjna
- bateria ciężkich haubic (2) (cztery 3-calowe działa)
- bateria haubic (cztery haubice 122 mm)
- sotnia karabinów maszynowych
- park artyleryjski

## Brygady strzelców URL (lista)
| Nazwa brygady                               | Podporządkowanie |
| ------------------------------------------- | ---------------- |
| 1 Brygada Strzelców im. Atamana Iwana Sirki | 5 Chersońska DS  |
| 2 Brygada Strzelców                         | 5 Chersońska DS  |
| 1 Zaporoska Brygada Strzelców               | 1 Zaporoska DS   |
| 2 Zaporoska Brygada Strzelców               | 1 Zaporoska DS   |
| 3 Zaporoska Brygada Strzelców               | 1 Zaporoska DS   |
| 4 Szara Brygada Strzelców                   | 2 Wołyńska DS    |
| 5 Czarnomorska Brygada Strzelców            | 2 Wołyńska DS    |
| 6 Brygada Strzelców                         | 2 Wołyńska DS    |
| 7 Brygada Strzelców (URL)                   | 3 Żelazna DS     |
| 8 Brygada Strzelców                         | 3 Żelazna DS     |
| 9 Brygada Strzelców                         | 3 Żelazna DS     |
| 10 Brygada Strzelców                        | 4 Kijowska DS    |
| 11 Brygada Strzelców                        | 4 Kijowska DS    |
| 13 Brygada Strzelców                        | 5 Chersońska DS  |
| 14 Brygada Strzelców                        | 5 Chersońska DS  |
| 15 Brygada Strzelców                        | 5 Chersońska DS  |
| 16 Brygada Strzelców                        | 6 Siczowa DS     |
| 17 Brygada Strzelców                        | 6 Siczowa DS     |